# Marcantonio Bragadin (1931)
| «Маркантоніо Брагадін»                                                                            | «Маркантоніо Брагадін» | «Маркантоніо Брагадін» |
| ------------------------------------------------------------------------------------------------- | --- | --- |
| Marcantonio Bragadin                                                                              | | |
|                                                                                                   | | |
| Схематичне зображення однотипного італійського підводного човна «Маркантоніо Брагадін»            | | |
| Верф                                                                                              | Cantieri navali Tosi di Taranto, Таранто | Cantieri navali Tosi di Taranto, Таранто |
| Під прапором                                                                                      | Королівство Італія | Королівство Італія |
| Належність                                                                                        | Королівські військово-морські сили Італії | Королівські військово-морські сили Італії |
| На честь                                                                                          | Маркантоніо Брагадін | Маркантоніо Брагадін |
| Закладений                                                                                        | 3 лютого 1927 | 3 лютого 1927 |
| Спуск на воду                                                                                     | 21 липня 1929 | 21 липня 1929 |
| Введений до складу флоту                                                                          | 16 листопада 1931 | 16 листопада 1931 |
| На службі                                                                                         | 1931—1948 | 1931—1948 |
| Сучасний статус                                                                                   | 1 лютого 1948 року списаний на брухт | 1 лютого 1948 року списаний на брухт |
| Бойовий досвід                                                                                    | Друга світова війна Битва на Середземному морі                                                                                                  | Друга світова війна Битва на Середземному морі                                                                                                  |
| Проєкт                                                                                            | | |
| Тип ПЧ                                                                                            | підводний мінний загороджувач | підводний мінний загороджувач |
| Основні характеристики                                                                            | | |
| Швидкість (надводна)                                                                              | 11,5 вузлів (21,3 км/год) | 11,5 вузлів (21,3 км/год) |
| Швидкість (підводна)                                                                              | 7 вузлів (13 км/год) | 7 вузлів (13 км/год) |
| Робоча глибина занурення                                                                          | 90 м | 90 м |
| Дальність плавання                                                                                | 4 180 миль (7 740 км) на швидкості 4,5 вузлів у надводному положенні 86 милі (59 км) на швидкості 2,2 вузли (4,1 км/год) у підводному положенні | 4 180 миль (7 740 км) на швидкості 4,5 вузлів у надводному положенні 86 милі (59 км) на швидкості 2,2 вузли (4,1 км/год) у підводному положенні |
| Екіпаж                                                                                            | 56 офіцерів та матросів | 56 офіцерів та матросів |
| Розміри                                                                                           | | |
| Довжина найбільша (по КВЛ)                                                                        | 58 м | 58 м |
| Ширина корпусу найб.                                                                              | 7,1 м | 7,1 м |
| Середня осадка (по КВЛ)                                                                           | 4,3 м | 4,3 м |
| Водотоннажність надводна                                                                          | 846 т | 846 т |
| Водотоннажність підводна                                                                          | 997 т | 997 т |
| Силова установка                                                                                  | | |
| Дизель-електрична: 2 × дизельних двигуни Franco Tosi Meccanica 2 × електродвигуни Magneti Marelli | | |
| Гвинти                                                                                            | 2 | 2 |
| Потужність                                                                                        | 2 × 750 к. с. (дизельні двигуни) 2 × 500 к. с. (електродвигуни)                                                                                 | 2 × 750 к. с. (дизельні двигуни) 2 × 500 к. с. (електродвигуни)                                                                                 |
| Озброєння                                                                                         | | |
| Артилерія                                                                                         | 1 × 102-мм гармати 102/35 Mod. 1914 | 1 × 102-мм гармати 102/35 Mod. 1914 |
| Торпедно- мінне озброєння                                                                         | 4 × 533-мм торпедних апаратів 16-24 морських мін                                                                                                | 4 × 533-мм торпедних апаратів 16-24 морських мін                                                                                                |
| ППО                                                                                               | 2 × 12,7-мм зенітних кулемети Breda Model 1931                                                                                                  | 2 × 12,7-мм зенітних кулемети Breda Model 1931                                                                                                  |

«Маркантоніо Брагадін» (італ. Marcantonio Bragadin) — військовий корабель, дизель-електричний підводний мінний загороджувач, головний у своєму типі, Королівських ВМС Італії за часів Другої світової війни. «Брагадін» був закладений 3 лютого 1927 року на верфі компанії Cantieri navali Tosi di Taranto у Таранто. 21 липня 1929 року він був спущений на воду, а 16 листопада 1931 року увійшов до складу Королівських ВМС Італії.
За час служби «Маркантоніо Брагадін» здійснив 28 бойових походів у Середземне море, пройшовши 16 153 милі в надводному положенні та 1581 — у підводному положенні.

## Історія служби
Підводний човен отримав назву на честь Маркантоніо Брагадіна, венеціанського воєначальника, одного із найзнаменитіших героїв Венеціанської республіки часів облоги Фамагусти. Після введення в експлуатацію човен був приписаний до Ла Спеції, до складу II ескадри підводних човнів; у 1934 році його перевели до Таранто.
7 грудня 1935 року він був випадково протаранений підводним човном «Тіто Спері», різко перекинувшись через удар, але не отримав серйозних пошкоджень. У 1939 році «Брагадін» був відряджений до Командно-шкільної флотилії, де залишався кілька місяців.
Під час Другої світової війни, на початку якої він дислокувався в Таранто, він використовувався майже виключно для транспортних завдань та тренувань екіпажів.
24 червня 1940 року він вирушив з Неаполя у свою першу місію, а саме перевезення до Тобрука 27 тонн припасів, призначених для Королівських повітряних сил. Згідно з останніми дослідженнями, саме «Браґадін» під час зупинки в Тобруку 28 червня, а не панцерний крейсер «Сан-Джорджо» випустив чергу з кулемета, яка випадково збила літак маршала Італо Бальбо. Підводний човен повернувся в Таранто 4 липня після інтенсивного та безперервного переслідування: він був об'єктом загалом трьох атак з повітря та двох морських атак глибинними бомбами, що призвело до втрат чотирьох членів екіпажу.
17 грудня 1941 року човен вийшов з Таранто до Бенгазі з приблизно 50 тоннами припасів; потім він попрямував до Триполі, але сів на мілину біля Пунта-Тагіура, довелося перевантажити вантаж на моторні вітрильники; потім його звільнили та відбуксирували до Триполі.
21 травня 1943 року при поверненні із транспортної місії з Лампедузи до Таранто «Маркантоніо Брагадін» уникнув чотирьох торпед, запущених ворожим підводним човном.
7 вересня 1943 року в рамках плану «Зета» (для протидії черговій висадці союзників у Салерно) човен відрядили до Іонічного моря. Тому на момент проголошення перемир'я він потрапив у засідку в Тарантській затоці й здався союзникам у Аугусті. Звідти разом з п'ятьма іншими підводними човнами та під ескортом есмінця «Айсіс» він вирушив на Мальту, куди прибув 16 вересня 1943 року.